# نهر أوهايو

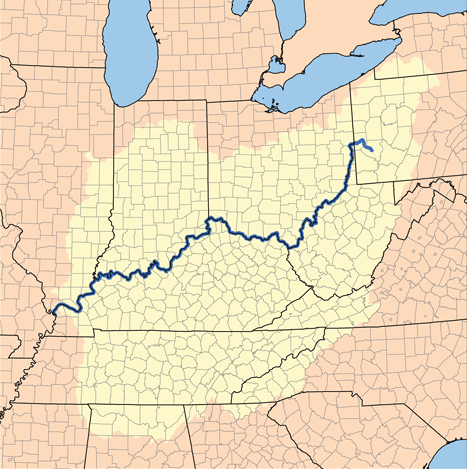
النهر على الخارطة

نهر أوهايو هو أكبر روافد نهر المسيسيبي من حيث الحجم. طوله حوالي 1579 كم ويقع في شرق الولايات المتحدة الأمريكية.

## معرض صور

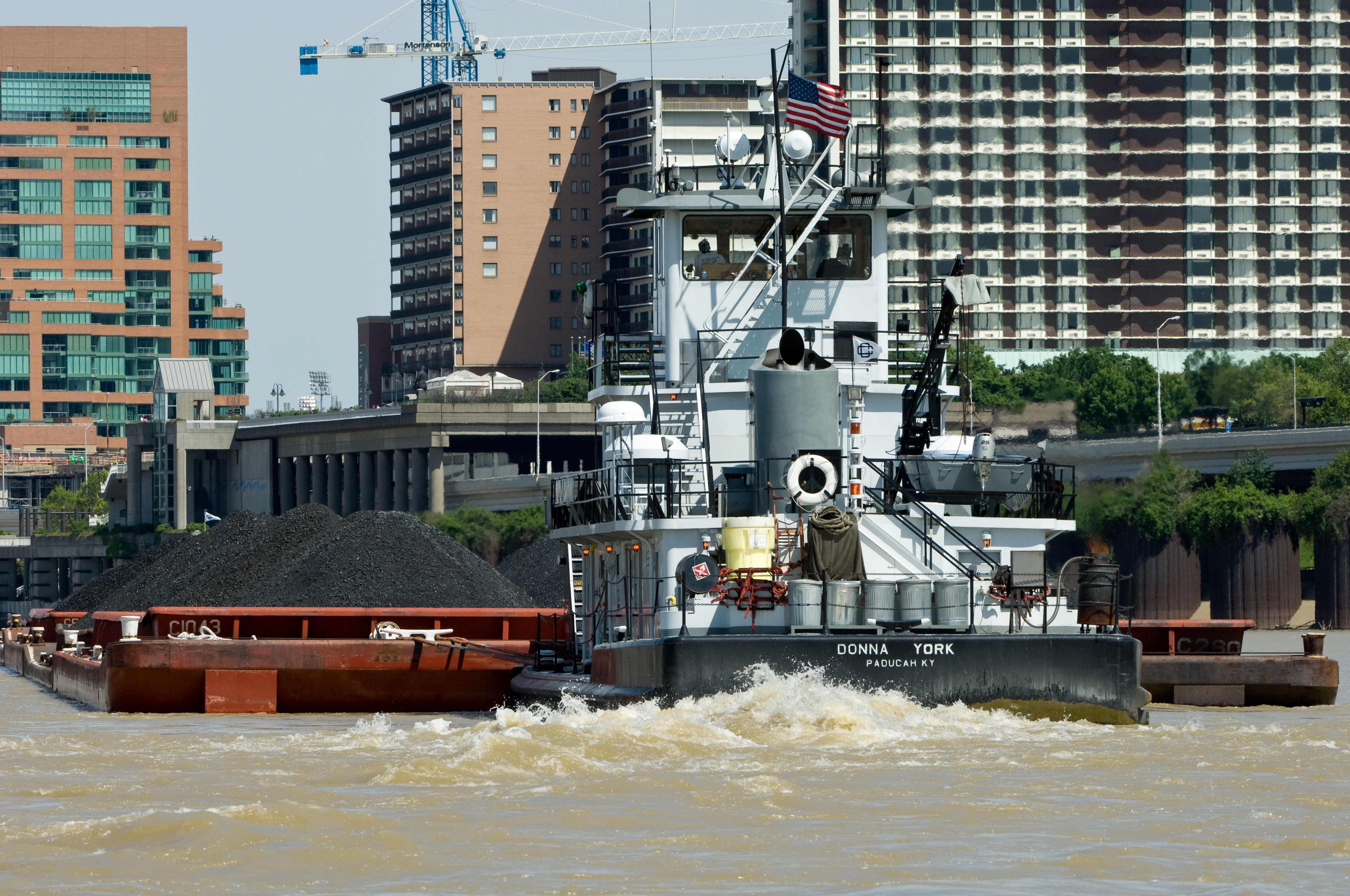
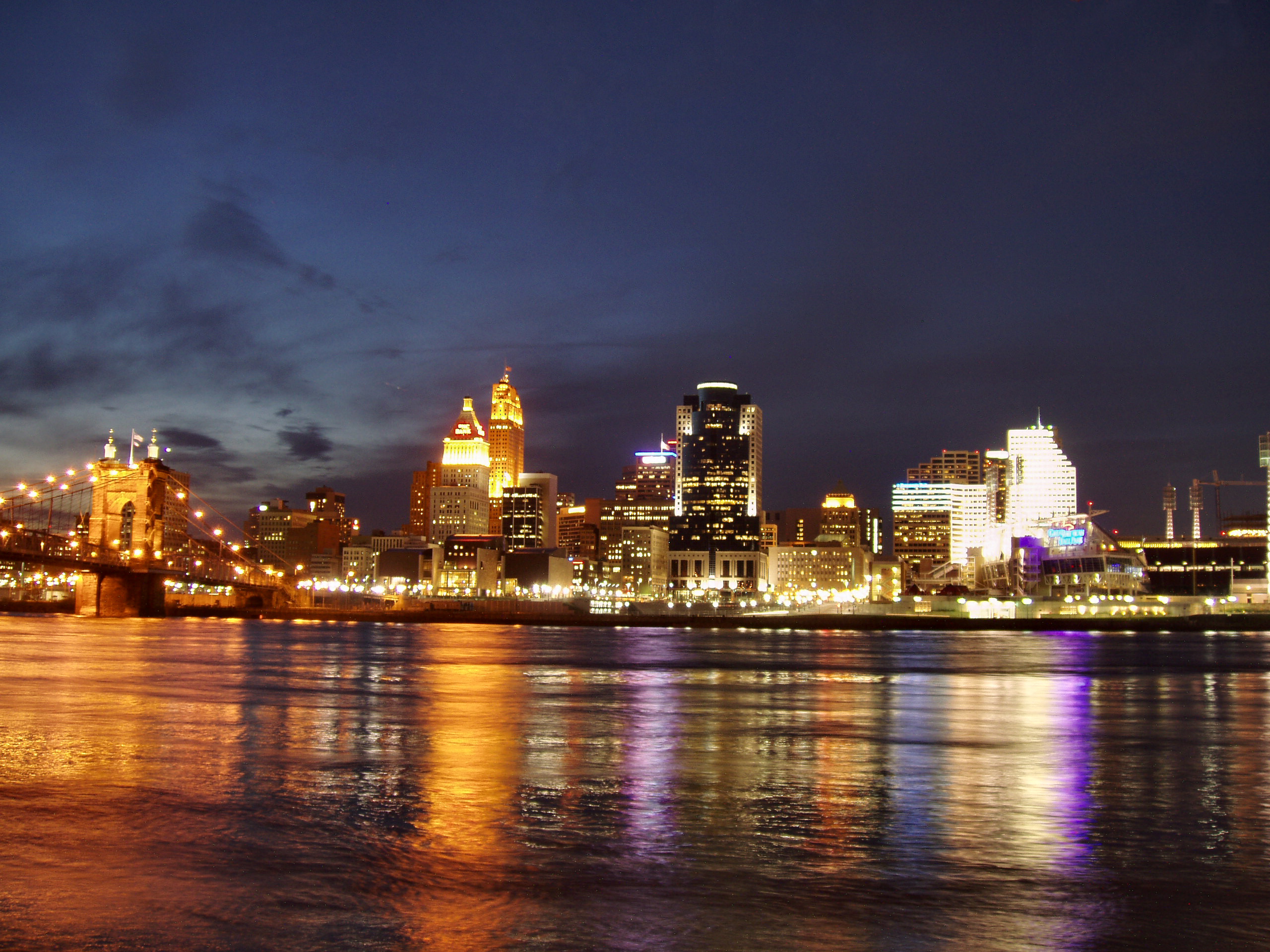
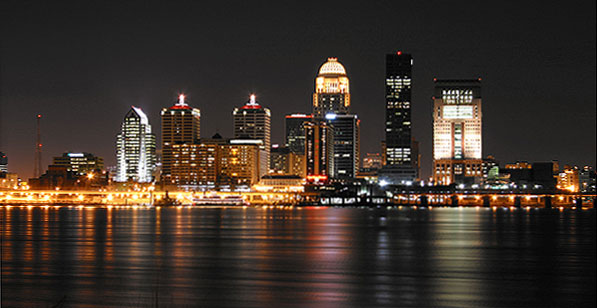
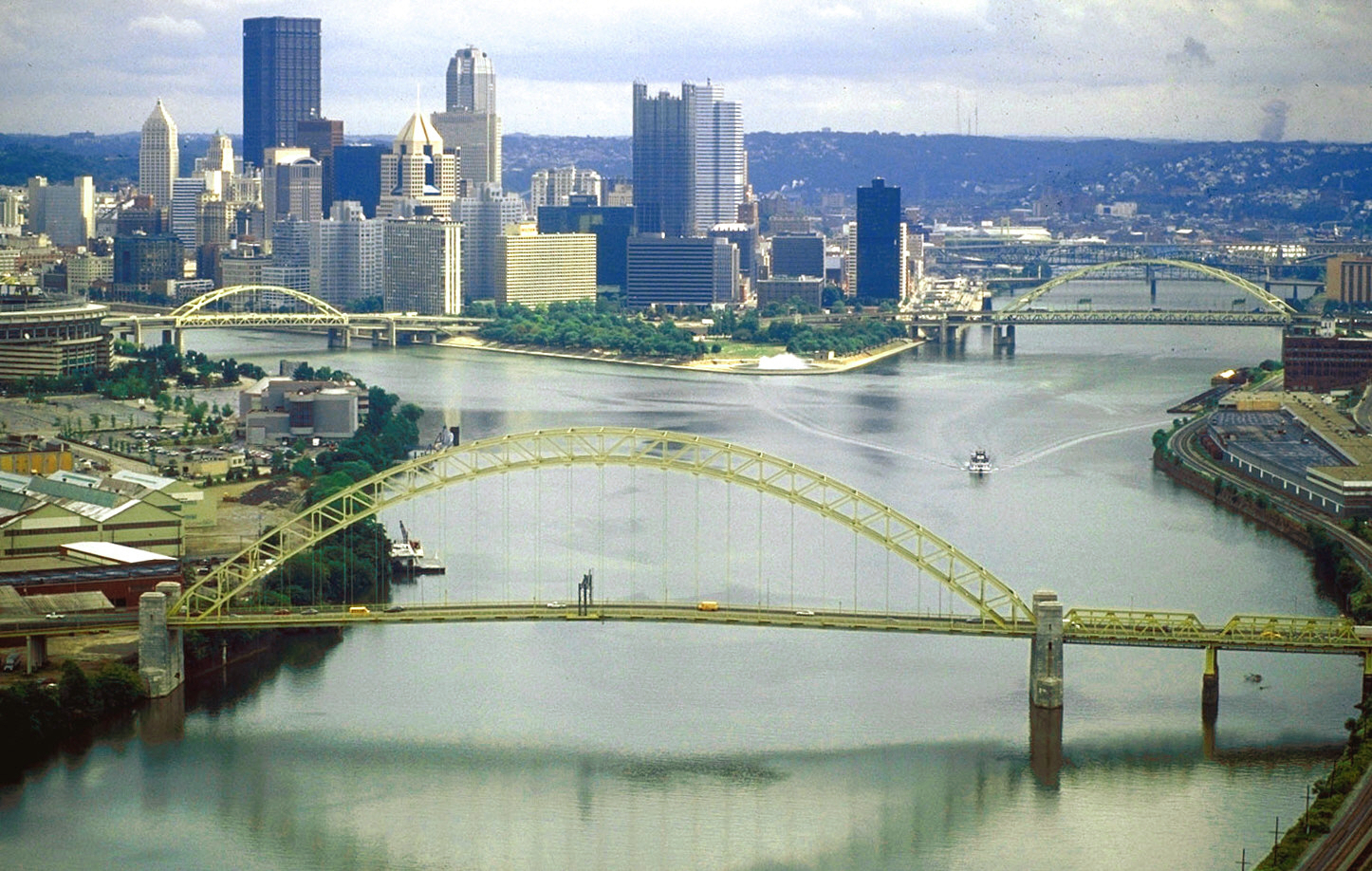
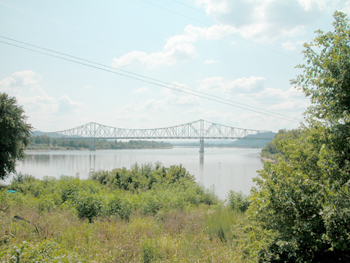

## أعلام
- ديفيد ميلر